# S.E.T.E
Senhor Exaltado Tu És, também chamado de S.E.T.E, é um álbum de estúdio do cantor de rock cristão PG, lançado em 31 de julho de 2015 pela gravadora brasileira Som Livre.

## Antecedentes
Em 2014, PG lançou o álbum Nova Vida. Apesar de inédito, o projeto foi caracterizado como uma espécie de comemoração de 10 anos de carreira solo do músico. Após o projeto, o músico decidiu não renovar com a gravadora MK Music e assinou com a divisão evangélica da Som Livre.

## Produção
A produção musical esteve a cargo do próprio cantor. Durante a produção do álbum, o cantor divulgou em suas redes sociais, com detalhes, o processo de gravação de S.E.T.E.. Também anunciou a participação do cantor e guitarrista Juninho Afram, líder da Oficina G3, em uma das faixas. Foi a primeira parceria do músico com algum integrante de sua ex-banda.

## Estilo musical e influências
O álbum, em si, possui influências do folk e do country, como no trabalho anterior, Nova Vida, porém com uma pegada mais hard rock. O primeiro single do projeto foi a canção "Ser Alguém", uma versão de "Be Somedoby", da banda de metal Thousand Foot Krutch. Um clipe para a faixa foi gravado nos Estados Unidos, filmado em 4K.

## Recepção da crítica
| Críticas profissionais | Críticas profissionais |
| Avaliações da crítica  | Avaliações da crítica  |
| Fonte                  | Avaliação              |
| ---------------------- | ---------------------- |
| O Propagador           | [ 6 ]                  |
| Super Gospel           | (desfavorável)         |

S.E.T.E recebeu avaliações negativas da mídia especializada. Em texto para o O Propagador, Jhonata Fernandes atribuiu uma cotação de 1,5 estrelas de 5 e afirmou que "S.E.T.E pode não ser, necessariamente, um disco enfadonho e incompreensível, mas tem propriedade para ser claramente confundido (ou considerado) como um mero Ctrl C + Ctrl V dos artistas cristãos norte-americanos e, isso deixa qualquer trabalho com a pretensão de soar bom alcançar o status de chato". Para o Super Gospel, Tiago Abreu defendeu que a obra "representa mornamente o que o cantor vem fazendo há muitos anos. O atestado que se chega com este novo trabalho é que suas músicas ainda carecem de mais alma".

## Faixas
Todas as músicas são do PG, exceto onde anotado
1. "Olhos da Fé" (part. Juninho Afram) - autores: PG e Pr. Lucas
2. "Código de Barra" - autores: PG e PR. Lucas
3. "Vem Louvar"
4. "Ser Alguém" ("Be Somebody") - autor: Trevor McNevan (Thousand Foot Krutch)
5. "Eu Permanecerei" - autores: PG e Davih Benício
6. "Faz Morada em Mim"
7. "Senhor Exaltado Tu És"
8. "O Salvador" - autores: PG, Davih Benício e Kauê Felipe
9. "Orgulho ou Salvação?"
10. "Ser de Deus"
11. "Mergulhar em Ti" - autores: PG e PR. Lucas
12. "Aleluia, Aleluia"
13. "Digno"
14. "Ser Alguém" (faixa interativa)